# Clara Campoamor

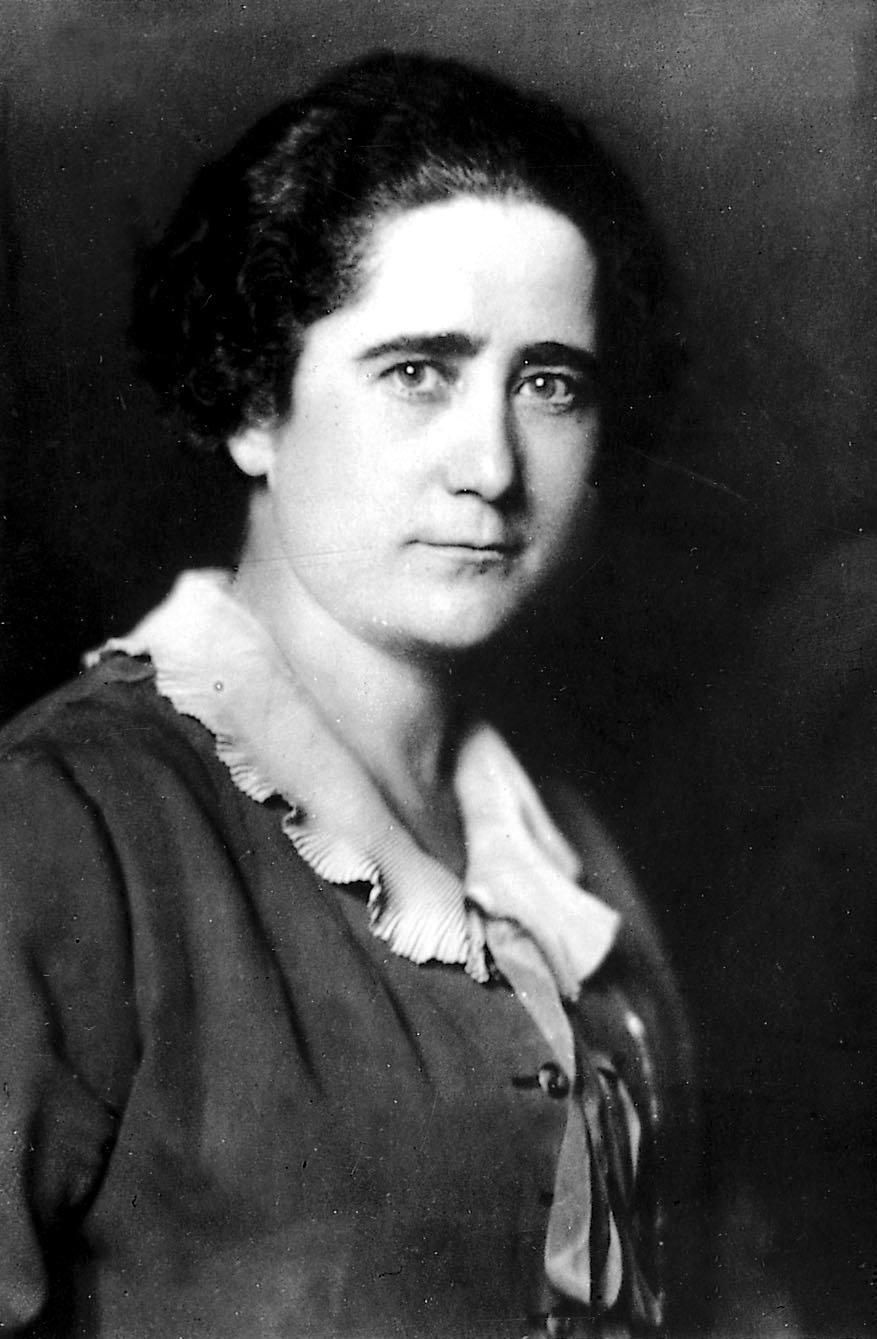
Clara Campoamor, 1930.

Clara Campoamor (ngày 12 tháng 2 năm 1888 — ngày 30 tháng 4 năm 1972) là một chính trị gia người Tây Ban Nha và là một nhà hoạt động nổi tiếng cho quyền của phụ nữ khi hiến pháp Tây Ban Nha được biên soạn vào năm 1931. Là con của một gia đình lao động, Campoamor bắt đầu nghề thợ may vào năm 13 tuổi, sau đó làm việc tại một số cơ quan chính quyền trước khi bước vào học luật tại Đại học Madrid. Cô hoạt động sôi nổi trong một số tổ chức phụ nữ trước khi ứng cử vào đại biểu quốc hội lập hiến năm 1931, quốc hội mà cô cùng hai người phụ nữ khác được bầu chọn mặc dù phụ nữ Tây Ban Nha thời bấy giờ chưa có quyền đi bầu. Hoạt động của cô dẫn đến việc hiến pháp năm 1931 của Tây Ban Nha quy định nam nữ bình quyền. Sau này cô bị mất ghế đại biểu của mình và làm việc một thời gian với chức bộ trưởng trước khi bỏ chạy khỏi đất nước khi cuộc nội chiến Tây Ban Nha xảy ra. Campoamor chết khi đang lưu vong tại Thụy Sĩ.

## Trong phim ảnh
| Title                              | Year | Director   |
| ---------------------------------- | ---- | ---------- |
| Clara Campoamor, la mujer olvidada | 2011 | Laura Mañá |